# Петров Валерій Георгійович
Валерій Георгієвич Петров (нар. 20 жовтня 1957, с. Нукути, Нукутський район, Усть-Ординський Бурят-Монгольський національний округ, РРФСР, СРСР) — радянський і російський державний діяч, юрист. Заступник Генерального прокурора Російської Федерації — Головний військовий прокурор з 28 червня 2017 року.
Державний радник юстиції 1 класу.

## Біографія
Народився 1957 року в селі Нукути Нукутського району Усть-Ординського Бурят-Монгольського автономного округу.
Після середньої школи у 1974 році вступив на юридичний факультет Іркутського державного університету імені А. А. Жданова, який закінчив у 1979 році.
- У 1979—1983 pp. — Старший юрисконсульт в управлінні сільського господарства Нукутського райвиконкому.
- У грудні 1983 року перейшов на роботу до органів прокуратури Бурятської АРСР.
- У 1983—1984 роках. — Служба у слідчому відділі прокуратури Бурятської АРСР.
- У 1984—1985 р.р. — Старший слідчий прокуратури міста Улан-Уде.
- У 1985—1987 р.р. — Заступник прокурора Радянського району міста Улан-Уде.
- У 1987—1992 р.р. — Прокурор Іволгінського району Бурятії.
- У 1992—1998 роках. — Начальник відділу кадрів прокуратури Республіки Бурятія.
- У 1998—2006 роках. — Заступник прокурора Республіки Бурятія.
- З 15 листопада 2006 року по 28 червня 2017 року. — Прокурор Республіки Бурятія.

28 червня 2017 року Рада Федерації Росії призначила Валерія Петрова заступником Генерального прокурора Російської Федерації — Головним військовим прокурором.

## Нагороди та звання
- Почесна грамота Президента Російської Федерації,
- Почесний знак прокуратури Монголії,
- Нагрудний знак «Почесний працівник прокуратури Російської Федерації»,
- Нагрудний знак «За бездоганну службу в прокуратурі Російської Федерації» (2007),
- Орден Святого благовірного князя Данила Московського ІІІ ступеня (2007),
- Відзнака «За вірність закону» І ступеня (2008),
- Іменна вогнепальна зброя (2009),
- Заслужений працівник прокуратури Російської Федерації (2011),
- Орден Пошани (2017),
- Медаль ордену «За заслуги перед Батьківщиною» ІІ ступеня (2017),
- Медаль Ягужинського (2018),
- Орден Олександра Невського (2021).